# NIC-13C
La NIC-13C  es una importante carretera nacional clasificada como troncal secundaria en Nicaragua. Esta vía comienza en el Norte, conectándose con la NIC-21B a la altura de Río Blanco, y culmina en el municipio de San Pedro del Norte Bocana de Paiwás en la Región Autónoma de la Costa Caribe Norte. 

## Extensión
Con una extensión de 60,67 km, la NIC-13C juega un rol clave en la conectividad y transporte de la región.